# Mycteroperca interstitialis
Mycteroperca interstitialis is een straalvinnige vissensoort uit de familie van zaag- of zeebaarzen (Serranidae). De wetenschappelijke naam van de soort werd voor het eerst geldig gepubliceerd in 1860 door Poey.
De soort staat op de Rode Lijst van de IUCN als Kwetsbaar, beoordelingsjaar 2008. De omvang van de populatie is volgens de IUCN dalend.